# Косарка (станция)
Косарка — промежуточная станция Волгоградского региона Приволжской железной дороги в Новониколаевском районе Волгоградской области России. Находится в хуторе Пруцковский, недалеко от хуторов Королевский и  Дуплятский. Севернее станции проходит граница Приволжской и Юго-Восточной дорог.
С 1 января 2021 года движение пригородных поездов по станции отсутствует. Ранее, курсировал пригородный поезд Арчеда-Косарка. Поезда дальнего следования не имеют остановки на станции.